# Verstehen
Verstehen (auch Verständnis genannt) ist das inhaltliche Begreifen eines Sachverhalts mit dem Verstand, das nicht nur in der bloßen Kenntnisnahme besteht, sondern auch und vor allem in der intellektuellen Erfassung des Zusammenhangs, in dem der Sachverhalt steht.
Verstehen bedeutet nach Wilhelm Dilthey, aus äußerlich gegebenen, sinnlich wahrnehmbaren Zeichen ein „Inneres“, Psychisches zu erkennen. Der Begriff „Verstehen“ wird häufig dem Begriff „Erklären“ gegenübergestellt, wobei das genaue Verhältnis beider Begriffe (und Prozesse) zumeist zueinander unklar bleibt. Grundlage des Verstehens ist Verstehbarkeit.

## Deutungsrahmen
Oft ist ein Verstehen nur mittels Deutungsrahmen möglich. Deutungsrahmen sind gesellschaftlich verbreitete und individuell angeeignete Wissensstrukturen, auf die Prozesse des Verstehens aufbauen. Deutungsrahmen sind für das Verständnis von – vor allem sprachlicher – Kommunikation bedeutsam: Der Empfänger einer Information reichert in der meist ungenauen/unvollständigen Alltagskommunikation das Gehörte oder Gelesene mit Kontextinformationen an bzw. ergänzt es; erst dadurch bekommt dieses seinen vollen bzw. einen eindeutigen Sinn. Er ordnet Sinneseindrücke und Erfahrungen einer bedeutsamen Struktur zu.
Deutungsrahmen sind geistige Repräsentationen der Welt im Bewusstsein des Einzelnen. Sie prägen seine Wahrnehmung des gesellschaftlichen Umfeldes und die Bedeutung, Sinnhaftigkeit und Einordnung sozialer Handlungen anderer Personen sowie seine Reaktionen (zum Beispiel Empathie) darauf.
Man kann auch Deutungsrahmen von Gruppen, gesellschaftlichen Gruppen oder Gesellschaften konstruieren.

## Verstehen und Erkenntnis
Verstehen im obigen Sinn (Abschnitt Deutungsrahmen) und als Interpretation setzt Intelligenz bzw. Geist voraus. Nach Werner Sombart beruht das Verstehen auf der Identität des Menschengeistes. Es ist also nur aufgrund der prinzipiellen Identität von Erkenntnissubjekt und Erkenntnisobjekt möglich. Nur Menschen können daher im eigentlichen Sinne – von Menschen – verstanden werden.
Der Begriff des Verstehens im geistigen bzw. interpretativen Sinn spielt in der Philosophie und der Hermeneutik eine große Rolle. Ein Beispiel dafür ist die Frage des Philippus (Apostelgeschichte): „Verstehst du auch, was du da liest?“ (Philippus fragt den Äthiopier, Apg 8,30)

## Verstehen in der Textanalyse
Als Arbeitsgrundsätze des Verstehens in der Textanalyse werden angeführt:
- Textbezogenheit: Auf den analysierten Text ist ausdrücklich Bezug zu nehmen.
- Schriftlichkeit: Die wichtigsten Gedanken und Ergebnisse sind schriftlich zu fixieren.
- Diskursivität: Eine Textanalyse muss nachvollziehbar und begründet sein.
- Prinzip des hermeneutischen Zirkels: Ein Text ist mehrfach zu lesen, „um das Verständnis von Teilen und Ganzem wechselseitig zu prüfen und zu überarbeiten.“[2]
- Prinzip der wohlwollenden Interpretation (principle of charity): Solange und so weit wie möglich ist davon auszugehen, dass der Autor wahrhaftig, rational und konsistent argumentiert.[3]

## Weitere Bedeutungen
Der Begriff Verstehen bedeutet darüber hinaus auch:
Akustisches richtiges Aufnehmen von Gesprochenem
Verstehen einer sprachlichen Mitteilung kann durch verschiedenartige Störungen erschwert werden, beispielsweise durch Rauschen oder durch Schwerhörigkeit. Verstehen kann durch Redundanz erleichtert werden. Bei sprachlichen Mehrdeutigkeiten und unterschiedlichem Weltwissen kann es zu Missverständnissen führen. Bei genügend Redundanz ist auch bei starker Fehlerhaftigkeit der Information noch Verstehen möglich.
Verstehen der Sprache, insbesondere einer fremden
Beim Verstehen einer Sprache geht es einerseits um einen Lern- und Erfahrungsprozess, andererseits um die erschwerte Interpretation des aufgenommenen Sachverhalts.
Auslegung bzw. Interpretation (Hermeneutik)
Botschaften werden beim Entschlüsseln immer mit eigenen Erfahrungen und Weltbildern vermischt. Das Ergebnis ist also ein anderes als das, was der Sender gemeint hat.
Expertentum (sich auf etwas verstehen)
Experten entwickeln oft eine eigene Sprache, mit der sie sich von Dritten abgrenzen, indem sie sich untereinander verstehen, aber von anderen nicht verstanden werden. Man spricht umgangssprachlich auch von Fachlatein. Darüber hinaus verwenden Experten manchmal (unscharf definierte) umgangssprachliche Begriffe in einer engen, scharf umgrenzen Bedeutung (z. B. Energie).
Sich verstehen (z. B. zwischen Personen, etwa in der Einigung auf Preise)
Wenn Menschen sich verstehen, kann dies mehreres bedeuten:
- ein Erfassen der sprachlichen Mitteilung des Anderen (→ Fremdsprache),
- eine Sympathie oder Intuition zwischen Menschen, die oft durch Blick und Körpersprache ausgelöst oder verstärkt wird,
- das Einfühlen (Verständnis), das intensive zwischenmenschliche Kommunikation voraussetzt und meist auch emotionale Aspekte enthält, oder
- die Selbsterkenntnis, das Verstehen des Ich und möglichst auch seine Akzeptanz.

Die letzten beiden Aspekte erfordern neben Willens- und geistigen Prozessen auch emotionale Intelligenz.
Ob Tiere etwas verstehen können, ist umstritten. Versuche bei Affen zeigten aber, dass sie eine dreistellige Anzahl von Wörtern lernen und richtig anwenden können.